# Olympische Sommerspiele 1920/Teilnehmer (Schweiz)
| Gelbes Symbol für Goldmedaillen mit stilisierten Olympischen Ringen | Graues Symbol für Silbermedaillen mit stilisierten Olympischen Ringen | Braundes Symbol für Bronzemedaillen mit stilisierten Olympischen Ringen |
| ------------------------------------------------------------------- | --------------------------------------------------------------------- | ----------------------------------------------------------------------- |
| 2                                                                   | 2                                                                     | 7                                                                       |

Die Schweiz nahm an den Olympischen Sommerspielen 1920 in Antwerpen, Belgien, mit einer Delegation von 77 Sportlern (allesamt Männer) teil.

## Medaillengewinner

### Gold
| Name(n)                                                           | Sportart | Wettkampf               |
| ----------------------------------------------------------------- | -------- | ----------------------- |
| Robert Roth                                                       | Ringen   | Schwergewicht, Freistil |
| Willy Brüderlin, Max Rudolf, Paul Rudolf, Hans Walter, Paul Staub | Rudern   | Vierer mit Steuermann   |

### Silber
| Name              | Sportart     | Wettkampf                   |
| ----------------- | ------------ | --------------------------- |
| Fritz Hünenberger | Gewichtheben | Halbschwergewicht           |
| Charles Courant   | Ringen       | Halbschwergewicht, Freistil |

### Bronze
| Name(n)                                                                                    | Sportart     | Wettkampf                                             |
| ------------------------------------------------------------------------------------------ | ------------ | ----------------------------------------------------- |
| Eugène Ryter                                                                               | Gewichtheben | Federgewicht                                          |
| Édouard Candeveau, Alfred Felber, Paul Piaget                                              | Rudern       | Zweier mit Steuermann                                 |
| Fritz Zulauf                                                                               | Schiessen    | Schnellfeuerpistole                                   |
| Gustave Amoudruz, Hans Egli, Domenico Giambonini, Joseph Jehle, Fritz Zulauf               | Schiessen    | Armeerevolver, Mannschaft                             |
| Gustave Amoudruz, Ulrich Fahrner, Fritz Kuchen, Werner Schneeberger, Bernhard Siegenthaler | Schiessen    | Freies Gewehr Dreistellungskampf Mannschaft 300 Meter |
| Fritz Kuchen                                                                               | Schiessen    | Armeegewehr, liegend, 300 Meter, Einzel               |
| Werner Schneeberger, Joseph Jehle, Weibel, Fritz Kuchen, Eugene Addor                      | Schiessen    | Armeegewehr, liegend, 300 und 600 Meter, Mannschaft   |

## Teilnehmer nach Sportarten

### Boxen
- Willy Reichenbach
Weltergewicht: 9. Platz

### Eishockey
- Herrenteam
5. Platz

- Kader
Rodolphe Cuendet
Louis Dufour
Max Holsboer
Marius Jaccard
Bruno Leuzinger
Paul Lob
René Savoie
Max Sillig

### Eiskunstlauf
- Alfred Mégroz
Einzel: 8. Platz

### Fechten
- Édouard Fitting
Degen, Einzel: Viertelfinal
Degen, Mannschaft: 5. Platz

- Eugène Empeyta
Degen, Einzel: Vorrunde
Degen, Mannschaft: 5. Platz

- Louis de Tribolet
Degen, Einzel: Vorrunde
Degen, Mannschaft: 5. Platz

- Frédéric Fitting
Degen, Einzel: Vorrunde
Degen, Mannschaft: 5. Platz

- Henri Jacquet
Degen, Einzel: Vorrunde
Degen, Mannschaft: 5. Platz

- Léopold Montagnier
Degen, Mannschaft: 5. Platz

- Franz Wilhelm
Degen, Mannschaft: 5. Platz

- John Albaret
Degen, Mannschaft: 5. Platz

### Gewichtheben
- Eugène Ryter
Federgewicht: Bronze

- Fritz Hünenberger
Halbschwergewicht: Silber

### Leichtathletik
- Josef Imbach
100 Meter: Viertelfinal
200 Meter: Halbfinal
4 × 100 Meter: Vorläufe

- August Waibel
100 Meter: Vorläufe
200 Meter: Vorläufe
4 × 100 Meter: Vorläufe

- Paul Martin
800 Meter: Vorläufe

- Alfred Gaschen
5000 Meter: Vorläufe
10'000 Meter: ??

- Oscar Garin
10'000 Meter: 9. Platz

- Willi Moser
110 Meter Hürden: Vorläufe

- Walter Leibundgut
4 × 100 Meter: Vorläufe

- Adolf Rysler
4 × 100 Meter: Vorläufe

- Stanislas Anselmetti
3000 Meter Gehen: Vorläufe
10'000 Meter Gehen: Vorläufe

- Hans Kindler
Weitsprung: 15. Platz in der Qualifikation

- Luigi Antognini
Kugelstossen: 19. Platz in der Qualifikation

- Ernst Gerspach
Zehnkampf: 9. Platz

- Constant Bucher
Zehnkampf: 10. Platz

### Ringen
- Daniel Kaiser
Federgewicht, Freistil: 5. Platz

- Otto Bron
Mittelgewicht, Freistil: 9. Platz

- Charles Courant
Halbschwergewicht, Freistil: Silber

- Robert Roth
Schwergewicht: Gold

### Rudern

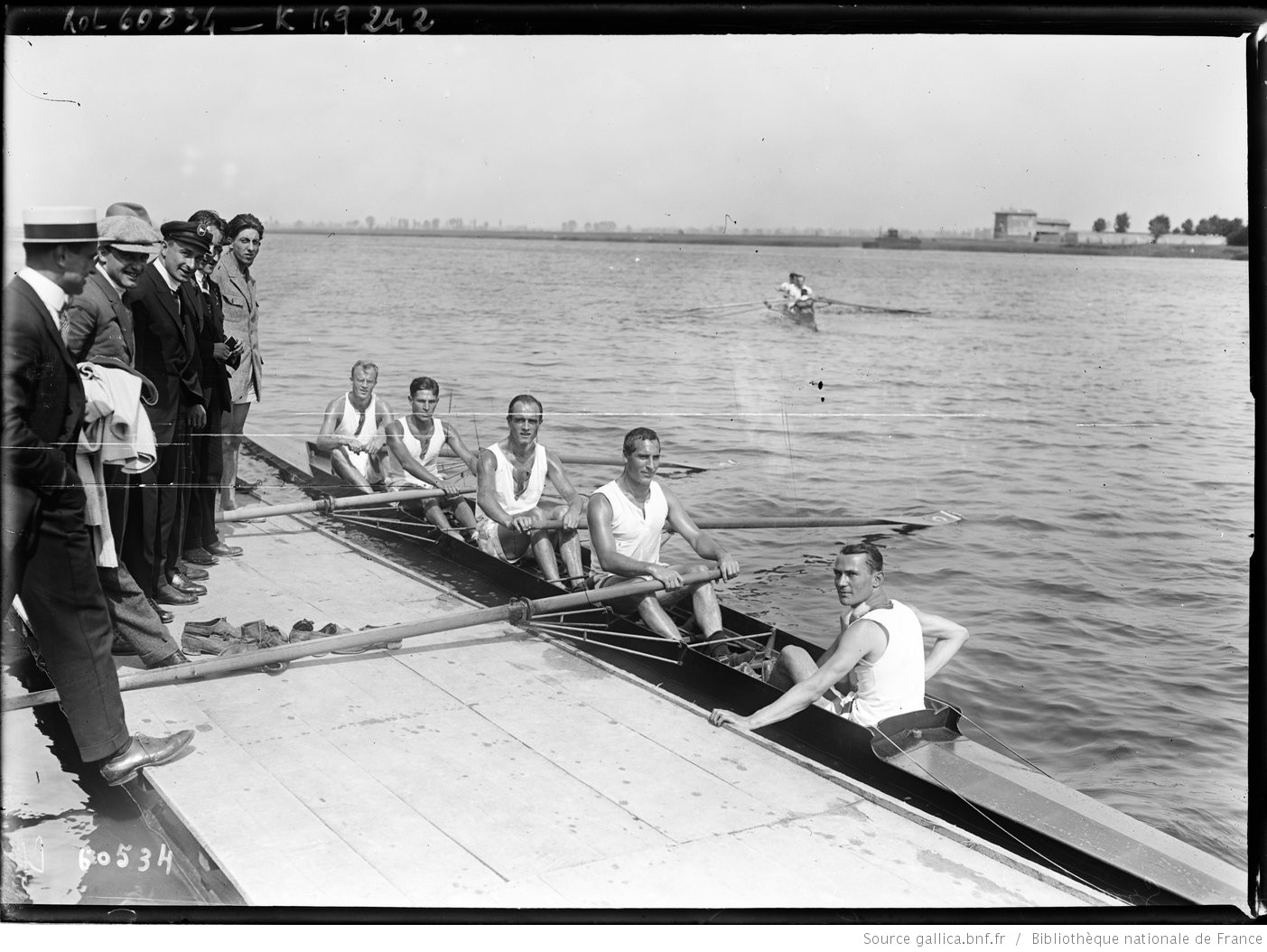
Der Schweizer Vierer mit Steuermann bei den Europameisterschaften 1920

- Max Schmid
Einer: Vorläufe

- Édouard Candeveau
Zweier mit Steuermann: Bronze

- Alfred Felber
Zweier mit Steuermann: Bronze

- Paul Piaget
Zweier mit Steuermann: Bronze

- Willy Brüderlin
Vierer mit Steuermann: Gold 
Achter: Vorläufe

- Max Rudolf
Vierer mit Steuermann: Gold 
Achter: Vorläufe

- Paul Rudolf
Vierer mit Steuermann: Gold 
Achter: Vorläufe

- Hans Walter
Vierer mit Steuermann: Gold 
Achter: Vorläufe

- Paul Staub
Vierer mit Steuermann: Gold 
Achter: Vorläufe

- P. Baur
Achter: Vorläufe

- Franz Türler
Achter: Vorläufe

- Charles Freuler
Achter: Vorläufe

- Rudolf Bosshard
Achter: Vorläufe

### Schiessen
- Fritz Zulauf
Armeerevolver, 30 Meter, Mannschaft: Bronze 
Armeerevolver, 50 Meter, Mannschaft: 9. Platz
Schnellfeuerpistole, 30 Meter, Einzel: Bronze

- Joseph Jehle
Armeerevolver, 30 Meter, Mannschaft: Bronze 
Armeegewehr, 300 und 600 Meter, liegend, Mannschaft: Bronze

- Gustave Amoudruz
Armeerevolver, 30 Meter, Mannschaft: Bronze 
Armeerevolver, 50 Meter, Mannschaft: 9. Platz
Freies Gewehr, 300 Meter, Dreistellungskampf, Einzel: ??
Freies Gewehr, 300 Meter, Dreistellungskampf, Mannschaft: Bronze

- Hans Egli
Armeerevolver, 30 Meter, Mannschaft: Bronze 
Armeerevolver, 50 Meter, Mannschaft: 9. Platz

- Domenico Giambonini
Armeerevolver, 30 Meter, Mannschaft: Bronze 
Armeerevolver, 50 Meter, Mannschaft: 9. Platz

- Bernhard Siegenthaler
Armeerevolver, 50 Meter, Mannschaft: 9. Platz
Freies Gewehr, 300 Meter, Dreistellungskampf, Einzel: ??
Freies Gewehr, 300 Meter, Dreistellungskampf, Mannschaft: Bronze

- Fritz Kuchen
Freies Gewehr, 300 Meter, Dreistellungskampf, Einzel: ??
Freies Gewehr, 300 Meter, Dreistellungskampf, Mannschaft: Bronze 
Armeegewehr, 300 Meter, liegend, Einzel: Bronze 
Armeegewehr, 300 Meter, liegend, Mannschaft: 4. Platz
Armeegewehr, 600 Meter, liegend, Mannschaft: 6. Platz
Armeegewehr, 300 Meter, stehend, Mannschaft: 8. Platz
Armeegewehr, 300 und 600 Meter, liegend, Mannschaft: Bronze

- Werner Schneeberger
Freies Gewehr, 300 Meter, Dreistellungskampf, Einzel: ??
Freies Gewehr, 300 Meter, Dreistellungskampf, Mannschaft: Bronze 
Armeegewehr, 300 und 600 Meter, liegend, Mannschaft: Bronze

- Ulrich Fahrner
Freies Gewehr, 300 Meter, Dreistellungskampf, Einzel: ??
Freies Gewehr, 300 Meter, Dreistellungskampf, Mannschaft: Bronze

- Albert Tröndle
Armeegewehr, 300 Meter, liegend, Mannschaft: 4. Platz
Armeegewehr, 600 Meter, liegend, Mannschaft: 6. Platz
Armeegewehr, 300 Meter, stehend, Mannschaft: 8. Platz

- Arnold Rösli
Armeegewehr, 300 Meter, liegend, Mannschaft: 4. Platz
Armeegewehr, 600 Meter, liegend, Mannschaft: 6. Platz
Armeegewehr, 300 Meter, stehend, Mannschaft: 8. Platz

- Walter Lienhard
Armeegewehr, 300 Meter, liegend, Mannschaft: 4. Platz
Armeegewehr, 600 Meter, liegend, Mannschaft: 6. Platz
Armeegewehr, 300 Meter, stehend, Mannschaft: 8. Platz

- Caspar Widmer
Armeegewehr, 300 Meter, liegend, Mannschaft: 4. Platz
Armeegewehr, 600 Meter, liegend, Mannschaft: 6. Platz
Armeegewehr, 300 Meter, stehend, Mannschaft: 8. Platz

- Weibel
Armeegewehr, 300 und 600 Meter, liegend, Mannschaft: Bronze

- Eugene Addor
Armeegewehr, 300 und 600 Meter, liegend, Mannschaft: Bronze

### Schwimmen
- Jean Jenny
100 Meter Freistil: Vorläufe

- René Ricolfi-Doria
400 Meter Freistil: Vorläufe
1500 Meter Freistil: Vorläufe

- Hans Drexler
1500 Meter Freistil: Vorläufe

- Henri Demiéville
400 Meter Brust: Halbfinal

### Tennis
- Armand Simon
Einzel: 9. Platz
Doppel: 9. Platz

- Alberto Chiesa
Einzel: 17. Platz

- Hans Sÿz
Einzel: 32. Platz
Doppel: 9. Platz

### Wasserball
- Herrenteam
9. Platz

- Kader
Albert Mondet
Charles Biefer
Charles Horn
Henri Demiéville
Jean Jenny
Armand Boppart
René Ricolfi-Doria

### Wasserspringen
- Paul Knuchel
Kunstspringen: Vorrunde